# Anolis magnaphallus
Anolis magnaphallus är en ödleart som beskrevs av  Poe och IBÁNEZ 2007. Anolis magnaphallus ingår i släktet anolisar, och familjen Polychrotidae. Inga underarter finns listade i Catalogue of Life.